# Selita Ebanks
Selita Ebanks (George Town (Kaaimaneilanden), 15 februari 1983) is een Kaaimaneilands fotomodel en actrice.

## Biografie
Op 17-jarige leeftijd werd zij ontdekt door Elite Model Management toen ze door attractiepark Six Flags Great Adventure wandelde. Ebanks werkte van 2005 tot 2008 bij Victoria's Secret als vervangende "angel" voor Tyra Banks. In 2005 zei deze in het Amerikaanse praatprogramma The Tyra Banks Show er erg trots op te zijn dat Ebanks bij Victoria's Secret de zwarte vrouwen vertegenwoordigde. In 2010 acteerde ze samen met Kanye West in de 35 minuten durende film Runaway. Tegenwoordig staat Ebanks niet meer onder contract van Elite Model, maar onder contract van Women Management.
Ebanks was in 2007 enige tijd verloofd met rapper en acteur Nick Cannon.

## Fotogalerij

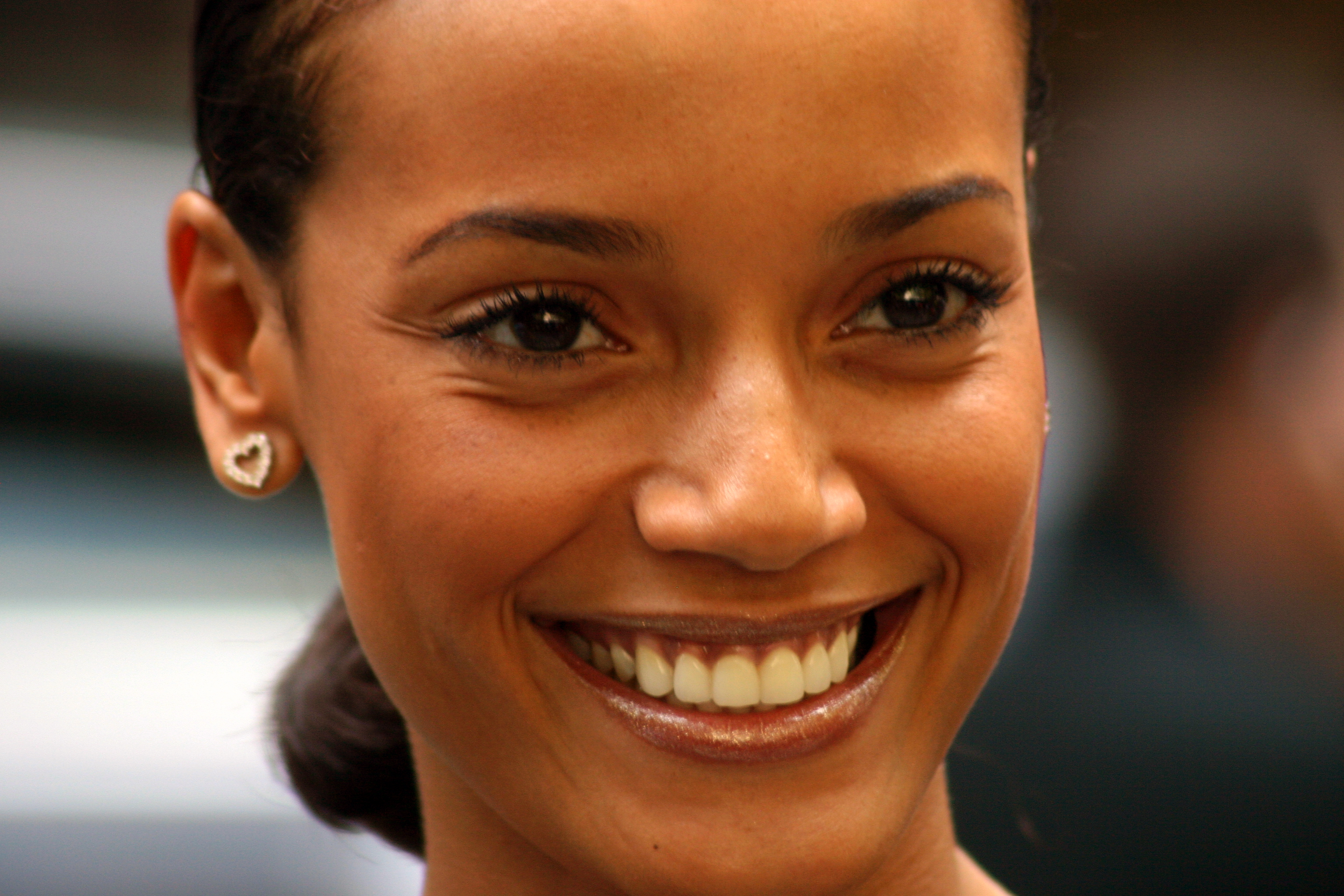
Selita Ebanks in 2007
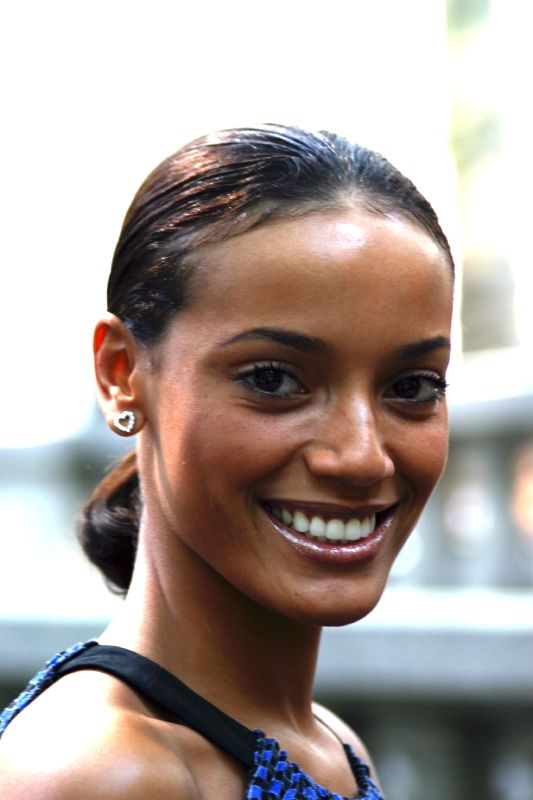
Selita Ebanks in 2007
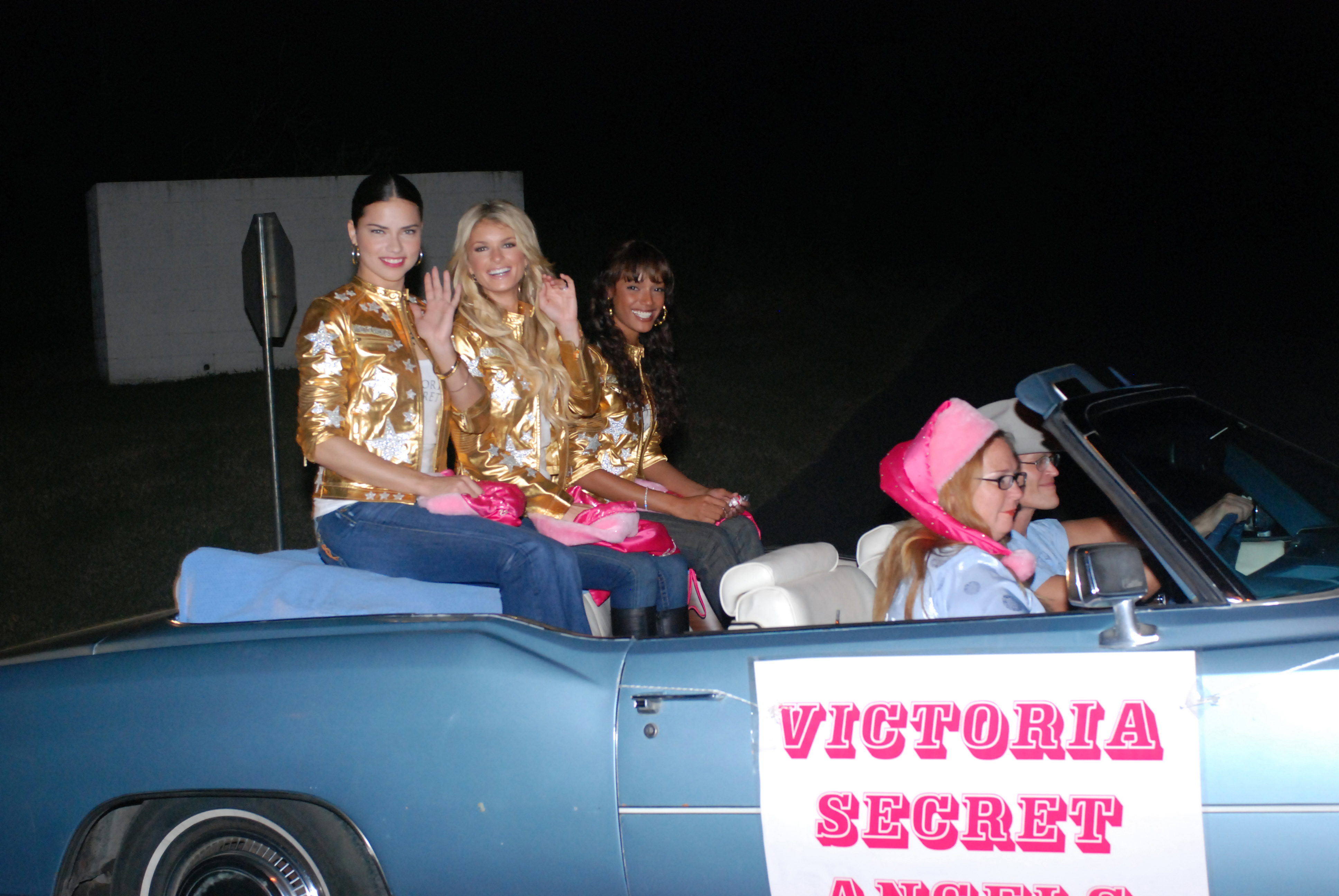
Van links naar rechts: Adriana Lima, Marisa Miller en Selita Ebanks